# Mirko Gualdi
Mirko Gualdi (né le 7 juillet 1968 à Alzano Lombardo, dans la province de Bergame, en Lombardie) est un ancien coureur cycliste italien. Champion du monde sur route amateur en 1990, il a été professionnel de 1993 à 2000. Il a notamment remporté une étape du Tour d'Italie en 1997,.

## Palmarès

### Palmarès amateur
- 1985
  - 3e du championnat d'Italie sur route juniors
- 1986
  - Trofeo Buffoni
  - 5e étape du Dusika Jugend Tour
  - 4e du championnat du monde sur route juniors
- 1990
  -  Champion du monde sur route amateurs
  - Trofeo Alcide Degasperi
  - Grand Prix de l'industrie et du commerce de San Vendemiano
  - 2e de La Popolarissima
  - 3e du championnat d'Italie sur route amateurs
- 1991
  - Grand Prix de l'industrie, du commerce et de l'artisanat de Carnago
  - 9e du championnat du monde sur route amateurs
- 1992
  - Grand Prix de l'industrie et du commerce de San Vendemiano
  - 3e du Trofeo Alcide Degasperi

### Palmarès professionnel
- 1993
  - 4e étape du Tour de Pologne
- 1996
  - 2e du Critérium des Abruzzes
- 1997
  - 17e étape du Tour d'Italie
- 1998
  - 2e de Paris-Tours
  - 3e du championnat d'Italie du contre-la-montre
  - 3e du Grand Prix d'Europe (avec Cristian Salvato)

### Résultats sur les grands tours

#### Tour d'Italie
5 participations
- 1994 : abandon (14e étape)
- 1997 : 62e, vainqueur de la 17e étape
- 1998 : 66e
- 1999 : abandon (2e étape)
- 2000 : 40e

#### Tour de France
2 participations
- 1996 : 43e
- 1997 : abandon (9e étape)

#### Tour d'Espagne
3 participations
- 1993 : abandon (16e étape)
- 1995 : abandon (16e étape)
- 1998 : 21e